# Dolina Gwdy
Dolina Gwdy (314.68) – mezoregion fizycznogeograficzny w północno-zachodniej Polsce, stanowiący środkową część Pojezierza Południowopomorskiego. Region graniczy od północy z Pojezierzem Drawskim, Pojezierzem Bytowskim i Równiną Charzykowską, od zachodu z Pojezierzem Szczecineckim, Równiną Wałecką i Pojezierzem Wałeckim, od południa z Doliną Środkowej Noteci a od wschodu z Pojezierzem Krajeńskim. Dolina Gwdy leży na pograniczu trzech województw: wielkopolskiego, zachodniopomorskiego i pomorskiego.
Dolina Gwdy jest mezoregionem o południkowej orientacji, stanowiącym  dolinę środkowej i dolnej Gwdy, która podczas zlodowacenia północnopolskiego (faza pomorska) stanowiła szlak odpływu wód fluwioglacjalnych lodowca skandynawskiego. Oznaki tego etapowego rozwoju są widoczne w postaci wielostopniowych tarasów rzecznych. Na południu, w pobliżu ujścia do Noteci, dolina Gwdy znacznie się poszerza, tworząc w okolicach Piły kotlinę. Region porastają głównie bory sosnowe.
Zastosowanie w gospodarce region zawdzięcza wybudowanym na Gwdzie zbiornikom retencyjnym.
Dolina Gwdy jest regionem słabo zaludnionym. Jedynymi ośrodkami miejskimi regionu są Piła i Jastrowie.
Część terenu znajduje się w obszarze chronionego krajobrazu „Pojezierze Wałeckie i Dolina Gwdy”, ochronie siedlisk podlega ponadto obszar Kalskich Gór.